# Argostemma nanum
Argostemma nanum är en måreväxtart som beskrevs av Theodoric Valeton. Argostemma nanum ingår i släktet Argostemma och familjen måreväxter. Inga underarter finns listade i Catalogue of Life.